# Inna Oulianova
Pour les articles homonymes, voir Oulianova.
Inna Ivanovna Oulianova (en russe : И́нна Ива́новна Улья́нова), née le 30 juin 1934 à Gorlovka et morte le 9 juin 2005 à Moscou, est une actrice soviétique de théâtre et cinéma. Artiste émérite de la RSFS de Russie en 1989, lauréate du prix d'État de la fédération de Russie en 2000.

## Biographie
Inna Oulianova est née à Gorlovka en Union soviétique (actuellement en Ukraine). Elle est diplômée de l'Institut d'art dramatique Boris Chtchoukine en 1957 et commence sa carrière au Théâtre de la Comédie de Léningrad. À partir de 1964, elle est actrice du Théâtre de la Taganka. Elle a également joué dans les spectacles du théâtre d'art dramatique expérimental de Vassili Livanov Le détective et dans le Théâtre d'entreprise de Mikhaïl Kozakov. 
Oulianova jouait au cinéma depuis 1956. Elle était une actrice de genre, incarnant principalement les personnages comiques et insolites. En 1982, son interprétation de Margarita Pavlovna, ex-femme intrusive sous couvert de bonnes intentions, dans la comédie La Porte Pokrovski marque les esprits.
Dans les années 1990, l'actrice a tourné plusieurs publicités et présentait les programmes télévisés. Elle a également à son actif quelques apparitions dans les séries télévisées. Oulianova se décrivait comme une personne très conservative, réfractaire aux nouvelles technologies et à la mode. Dans les interviews, elle évoquait avec fierté son fer à repasser en fonte et le moulin à café datant de 1947, dont elle se servait encore. 
Les dernières années de sa vie, l'actrice a connu de graves problèmes d'alcoolisme. Une fois, en proie au delirium tremens elle fut hospitalisée à l'hôpital psychiatrique no  1 de Moscou. Au mois de juin 2005, elle est décédée d'une cirrhose du foie dans l'ambulance appelée par ses voisins inquiets de ne pas l'avoir vue depuis une semaine.
Inna Oulianova est inhumée au Cimetière Vagankovo à Moscou.

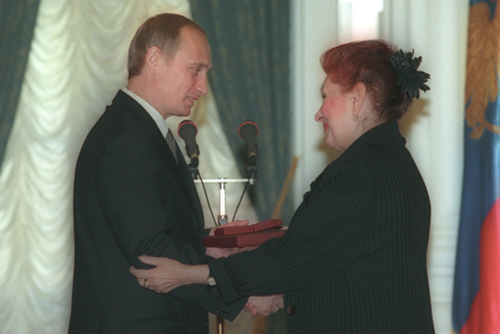
Cérémonie de remise des Prix d’État dans le domaine de la littérature et de l’art pour 1999. Le Prix d’État est décerné par Vladimir Poutine à Inna Ulyanova, actrice de théâtre et de cinéma.

## Filmographie partielle
- 1956 : La Nuit de carnaval (Карнавальная ночь) de Eldar Riazanov
- 1973 : Dix-sept Moments de printemps (Семнадцать мгновений весны) de Tatiana Lioznova (série télévisée en douze épisodes)
- 1976 : Esclave de l'amour (Раба любви) de Nikita Mikhalkov
- 1982 : La Porte Pokrovski (Покровские ворота) de Mikhaïl Kozakov
- 1987 : Où se trouve nofelet ? (Где находится нофелет?) de Gerald Bejanov
- 1994 : Soleil trompeur (Утомлённые солнцем) de Nikita Mikhalkov